# Comocladia mollifolia
Comocladia mollifolia là một loài thực vật có hoa trong họ Đào lộn hột. Loài này được Ekman & Helwig mô tả khoa học đầu tiên năm 1929.